# ユーリー・アイヘンワリド

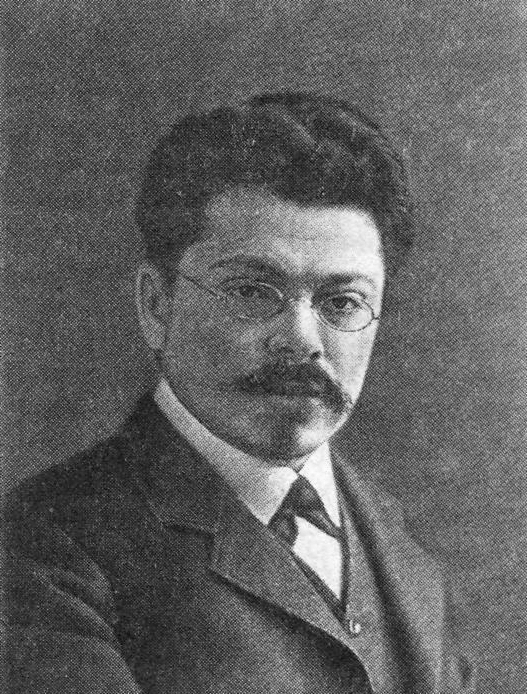
ユーリー・アイヘンワリド

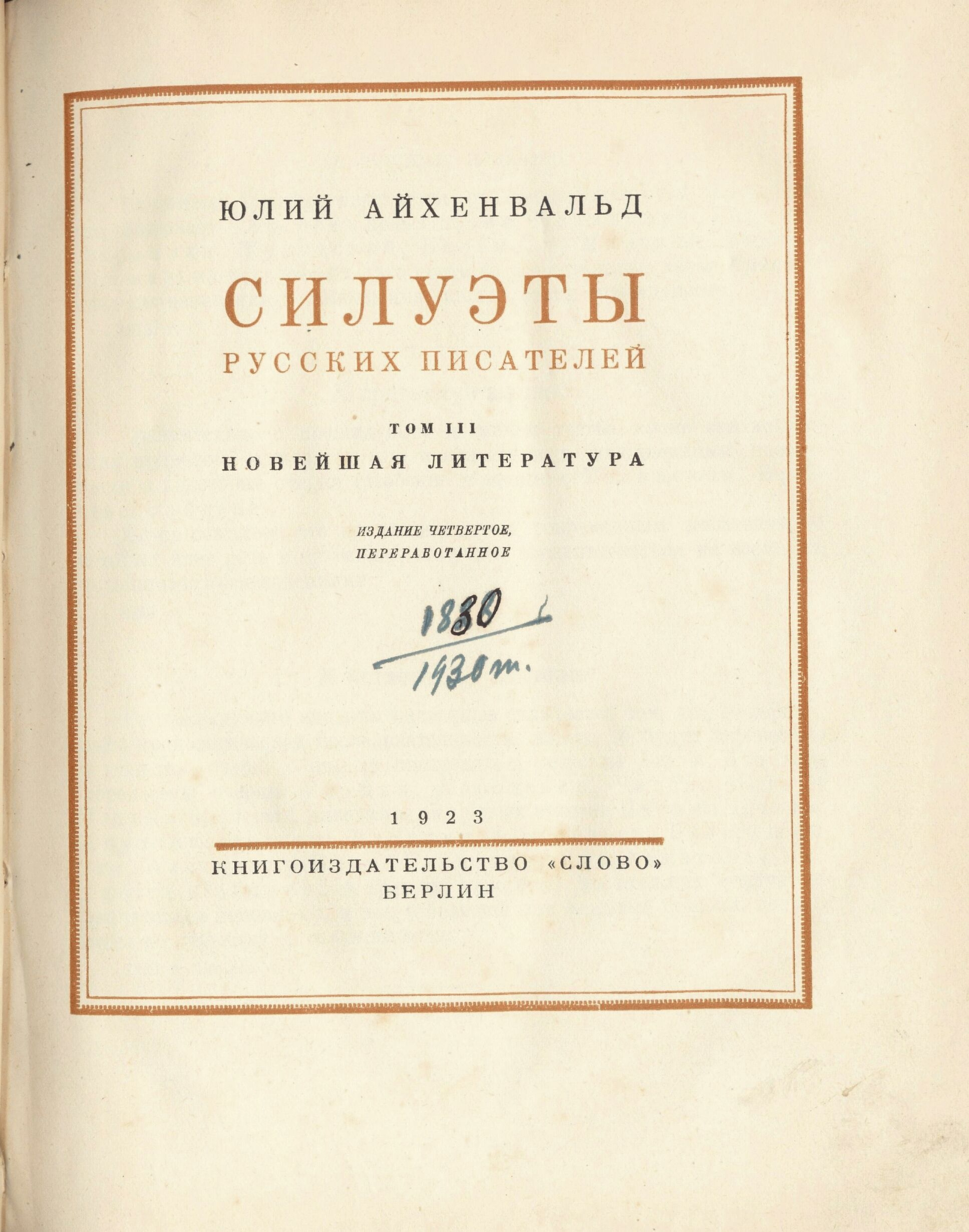
アイヘンワリドの『ロシア作家のシルエット』

ユーリー・イサエヴィチ・アイヘンワリド（英語:Yuly Isayevich AykhenvaldまたはEichenwaldとも、ロシア語:Ю́лий Иса́евич Айхенва́льд、1872年1月24日 - 1928年12月17日）は、ロシアのユダヤ系ロシア人の批評家である。
1872年1月24日にウクライナのen:Balta, Ukraineにてラビの家族に生まれ、オデッサ大学（en:Odessa University）に進学する。アルトゥル・ショーペンハウアーに関心を持ち、1895年にモスクワに移住した。
アイヘンワリドは印象主義の批評家で、文学に於ける科学的研究を否定し、主観的印象であるエッセイ風の批評本『ロシア作家のシルエット』全3巻（1906年 - 1910年）を書いたが、1922年に国外追放された。著書には『プーシキン』（1908年）や『西欧作家についてのエチュード』全4巻（1901年 - 1910年）がある。